# Résolution 1422 du Conseil de sécurité des Nations unies
Membres permanents
- Chine
- États-Unis
- France
- Royaume-Uni
- Russie

Membres non permanents
- Bulgarie
- Cameroun
- Colombie
- Guinée
- Irlande
- Mexique
- Maurice
- Norvège
- Singapour
- Syrie

Résolution no 1421 Résolution no 1423
La résolution 1422 du Conseil de sécurité des Nations Unies a été adoptée à l'unanimité le 12 juillet 2002. Après avoir pris note de la récente entrée en vigueur du Statut de Rome de la Cour pénale internationale, le Conseil a accordé l'immunité de poursuites par la Cour pénale internationale (CPI) au personnel de maintien de la paix des Nations Unies. de pays qui n’étaient pas parties à la CPI. 
La résolution a été adoptée sur l'insistance des États-Unis, qui ont menacé d'opposer leur veto au renouvellement de toutes les missions de maintien de la paix des Nations unies (y compris le renouvellement de la Mission des Nations Unies en Bosnie-Herzégovine adoptée le même jour) à moins que ses citoyens ne soient protégés des poursuites engagées par la CPI. La résolution 1422 est entrée en vigueur le 1er juillet 2002 pour une durée d'un an. Elle a été renouvelée pour douze mois par la résolution 1487 du 12 juin 2003. Cependant, le Conseil de sécurité a refusé de renouveler l'immunité en 2004 après la publication de photos montrant des soldats américains maltraitant des prisonniers irakiens à Abu Ghraib, et le retrait par les États-Unis de leur demande. 

## Résolution

### Préambule
Dans le préambule de la résolution, le Conseil a souligné l'importance des opérations des Nations Unies dans le maintien de la paix et de la sécurité internationales. Il a noté que tous les pays n'étaient pas parties au Statut de la CPI ou n'avaient pas choisi d'accepter sa compétence, et qu'ils continueraient à assumer leurs responsabilités au sein de leurs juridictions nationales en ce qui concerne les crimes internationaux..

### Dispositifs
Agissant en vertu du Chapitre VII de la Charte des Nations unies, le Conseil de sécurité a demandé à la CPI, pendant une période de douze mois commençant le 1er juillet 2002, de s'abstenir d'ouvrir ou de poursuivre des enquêtes sur le personnel ou les responsables d'États non parties au Statut de la CPI. Il a exprimé son intention de reconduire cette mesure dans un délai de douze mois pour la durée qu'il jugera nécessaire. En outre, la résolution demandait aux États de ne prendre aucune mesure contraire à cette décision et à leurs obligations internationales.

## Voir également
- Liste des missions de maintien de la paix des Nations unies